# The Weight of Your Love
Albums de Editors
In This Light and on This Evening
(2009) In Dream
(2015)
Singles
1. A Ton of Love
Sortie : 24 juin 2013
2. Formaldehyde
Sortie : 2 septembre 2013
3. Honesty
Sortie : 25 novembre 2013

The Weight of Your Love est le 4e album du groupe britannique de rock Editors, publié en 2013 par PIAS.

## Liste des chansons
Toutes les chansons sont écrites et composées par Editors.
| No  | Titre                          | Durée |
| --- | ------------------------------ | ----- |
| 1.  | The Weight                     | 4:32  |
| 2.  | Sugar                          | 4:16  |
| 3.  | A Ton of Love                  | 3:58  |
| 4.  | What Is This Thing Called Love | 4:12  |
| 5.  | Honesty                        | 4:49  |
| 6.  | Nothing                        | 5:15  |
| 7.  | Formaldehyde                   | 3:50  |
| 8.  | Hyena                          | 3:39  |
| 9.  | Two Hearted Spider             | 4:30  |
| 10. | The Phone Book                 | 4:31  |
| 11. | Bird of Prey                   | 4:46  |

## Classements et certifications
| Classement musical                           | Meilleure position |
| -------------------------------------------- | ------------------ |
| Allemagne (Media Control AG)                 | 4                  |
| Autriche (Ö3 Austria Top 40)                 | 10                 |
| Belgique (Flandre Ultratop)                  | 1                  |
| Belgique (Wallonie Ultratop)                 | 4                  |
| Danemark (Tracklisten)                       | 21                 |
| Espagne (Promusicae)                         | 43                 |
| France (SNEP)                                | 39                 |
| Irlande (Irish Recorded Music Association)   | 9                  |
| Italie (FIMI)                                | 9                  |
| Pays-Bas (Mega Album Top 100)                | 1                  |
| Portugal (Associação Fonográfica Portuguesa) | 10                 |
| Royaume-Uni (UK Albums Chart)                | 6                  |
| Suisse (Schweizer Hitparade)                 | 4                  |

| Pays     | Ventes   | Certifications |
| -------- | -------- | -------------- |
| Belgique | 15 000 + | Or             |

## Accueil critique
L'album a recueilli des critiques mitigées, obtenant la note de 55/100, sur la base de 22 critiques, sur le site Metacritic.